# Christopher Franke
Christopher Franke (* 6. dubna 1953 Berlín) je německý hudebník a hudební skladatel. Začínal v roce 1967 jako bubeník ve skupině Agitation, později přejmenované na Agitation Free. V roce 1971 z kapely odešel a stal se členem Tangerine Dream. V této elektronické skupině se přeorientoval na klávesy a syntezátory a do roku 1988 s ní vydal několik desítek alb. Po odchodu z Tangerine Dream se začal věnovat skládání hudby pro film a televizi. Mezi jeho nejvýznamnější práce patří televizní seriály Raven, M.A.N.T.I.S., Movie Magic, Babylon 5, Pacific Blue, Walker, Texas Ranger, 18 kol spravedlnosti, No Opportunity Wasted a reality show Supernanny či Amazing Race: O milion kolem světa.